# Международный греческий университет
Международный греческий университет (греч. Διεθνές Πανεπιστήμιο της Ελλάδος, англ. International Hellenic University) — греческий университет, находящийся в городе Салоники. Вуз предлагает программы обучения, направленные на иностранных студентов, которые заинтересованы в обучении в Греции.

## История и деятельность
Был создан законом № 3391 в октябре 2005 года и базируется в Салониках. Это первый в Греции университет, где все программы преподаются исключительно на английском языке. Университет финансируется Европейским союзом и греческим государством; имеет международный преподавательский состав и студентов из многих стран мира, в числе которых Албания, Азербайджан, Армения, Болгария, Хорватия, Бельгия, Грузия, Литва, Мексика, Молдова, Румыния, Россия, Словакия, Судан, Камерун, Турция, Украина и США. Это единственный вуз в Греции, где преподавание ведётся на английском языке и все общение с администрацией и преподавателями происходит тоже на английском.
Университет включает в себя три школы:
- Школа экономики, бизнес-управления и правовых исследований.
- Школа гуманитарных наук.
- Школа науки и технологии.

### Кампус
Университетский кампус расположен недалеко от города Терми, на 14-м километре Автострады 24 Салоники — Неа-Муданья. В здании A размещаются аудитории, кабинеты, лаборатории, спортзалы и кафе. В здании B находятся ректорат, офисы преподавателей, сервисные помещения, а также лекционные залы, компьютерные лаборатории и библиотека. В нем работают различные клубы по интересам: футбольный, танцевальный, фотоклуб, клуб йоги и другие.